# سیارک ۲۱۶۴۳
سیارک ۲۱۶۴۳ (به انگلیسی: 21643 Kornev، نامگذاری:1999NJ42) بیست و یک هزار و ششصد و چهل و سومین سیارک کشف شده‌است که در ۱۴ ژوئیه ۱۹۹۹ کشف شد.
قدر مطلق سیارک برابر ۱۵٫۹ است.